# 大峯功三
大峯 功三（おおみね こうぞう、1992年10月3日 - ）は、日本のラグビー指導者。現在北筑高校ラグビー部監督を務めている

## プロフィール
- 福岡県出身[1]。
- 現役時代のポジションはロック(LO)。

## 略歴
2011年、東筑高校卒業後、早稲田大学に入学。
2014年、早稲田大学ラグビー蹴球部の主将に就任。
2015年、早稲田大学卒業後、ワセダクラブM.F.、早稲田大学のコーチを経て、2020年、北筑高校ラグビー部監督に就任。